# Chuyến bay 217 của Aeroflot
Chuyến bay 217 của Aeroflot (SU217/AFL217) là chuyến bay chở khách quốc tế không theo lịch trình từ sân bay Orly ở Paris, Pháp đến sân bay quốc tế Sheremetyevo ở Moscow, Nga với một điểm dừng ở sân bay Shosseynaya (nay là sân bay Pulkovo) ở Leningrad (nay là Saint Petersburg). Vào ngày 13 tháng 10 năm 1972, chiếc máy bay Ilyushin Il-62 điều hành chuyến bay đã bị rơi khi tiếp cận sân bay Sheremetyevo, giết chết tất cả 164 hành khách và 10 phi hành đoàn. Vào thời điểm đó, đây là vụ tai nạn thảm khốc nhất lịch sử, cho đến khi nó bị vượt qua bởi thảm họa hàng không Kano ngày 22 tháng 1 năm 1973. Tính đến năm 2016, vụ tai nạn vẫn là vụ chết người thứ hai liên quan đến một chiếc Il-62, sau chuyến bay 5055 của LOT Polish Airlines và vụ tai nạn thứ hai tồi tệ nhất trên đất nước Nga, sau chuyến bay 3352 của Aeroflot.

## Tai nạn
Ngay trước khi hạ cánh, máy bay đã bay ở độ cao 1200m và nhận được hướng dẫn ATC để hạ xuống 400m. Phi hành đoàn đã xác nhận và bắt đầu hạ xuống, nhưng sau đó không có hành động nào để quay lại chuyến bay ngang. Máy bay đã vượt qua mốc 400m với vận tốc thẳng đứng 20 m/s, không có báo cáo dự kiến nào cho ATC và động cơ vẫn chạy ở lực đẩy thấp. Nó bị rơi ngay sau đó, với thiết bị hạ cánh, các chiến lợi phẩm rút lại và tốc độ ngang khoảng 620 km/h, giết chết tất cả 174 người trên máy bay.

## Điều tra
Nguyên nhân của vụ tai nạn không thể được xác định. Các nhà điều tra đã tin rằng nguyên nhân có thể xảy ra nhất là "sự bất lực về tâm sinh lý của phi hành đoàn vì những lý do chưa biết". Một nơi nào đó ở độ cao 500 – 600 m. độ cao, 30 - 25 giây trước khi va chạm, các phi công hoặc đã bị mất khả năng hoặc mất kiểm soát máy bay.